# Nethy Bridge
Nethy Bridge (en gaélique écossais Cinn Drochaid) est une ville d'Écosse, située dans le council area des Highlands et dans la région de lieutenance de l'Inverness-shire. Elle compte 498 habitants.